# Uronemus
Uronemus is een monotypisch geslacht van longvissen uit het Siluur en Devoon. De enige soort was in het bezit van een primitieve long en kieuwen en dus in staat zowel in als buiten het water te ademen. Dit type vissen was aangepast om extreme omstandigheden van droogte te doorstaan en in staat zich van een uitdrogende naar een natte plas te begeven. De meeste gevonden exemplaren waren tien tot twaalf centimeter lang, mogelijk jonge dieren.